# Армстронг (Санта-Фе)
Армстронг (исп. Armstrong) — город и муниципалитет в департаменте Бельграно провинции Санта-Фе (Аргентина).

## История
Город был построен на землях, принадлежавших железной дороге, и был назван в честь одного из её директоров — Томаса Армстронга. Хотя официально план развития был утверждён в 1929 году, стихийный населённый пункт на этих землях начал расти ещё с 1880-х годов,
В 1984 году Армстронг получил статус города.

## Знаменитые уроженцы
- Дельфо Кабрера (1919—1981) — марафонец, олимпийский чемпион 1948 года.
- Фабиан Ринаудо (род.1987) — футболист.